# Eleutherodactylus wetmorei
Eleutherodactylus wetmorei é uma espécie de anfíbio  da família Eleutherodactylidae.
Pode ser encontrada nos seguintes países: República Dominicana e Haiti.
Os seus habitats naturais são: florestas subtropicais ou tropicais húmidas de baixa altitude, regiões subtropicais ou tropicais húmidas de alta altitude e plantações .
Está ameaçada por perda de habitat.